# Raspailia ramosa
Raspailia ramosa är en svampdjursart som först beskrevs av Montagu 1818.  Raspailia ramosa ingår i släktet Raspailia och familjen Raspailiidae. Inga underarter finns listade i Catalogue of Life.